# لوچانو زاوری

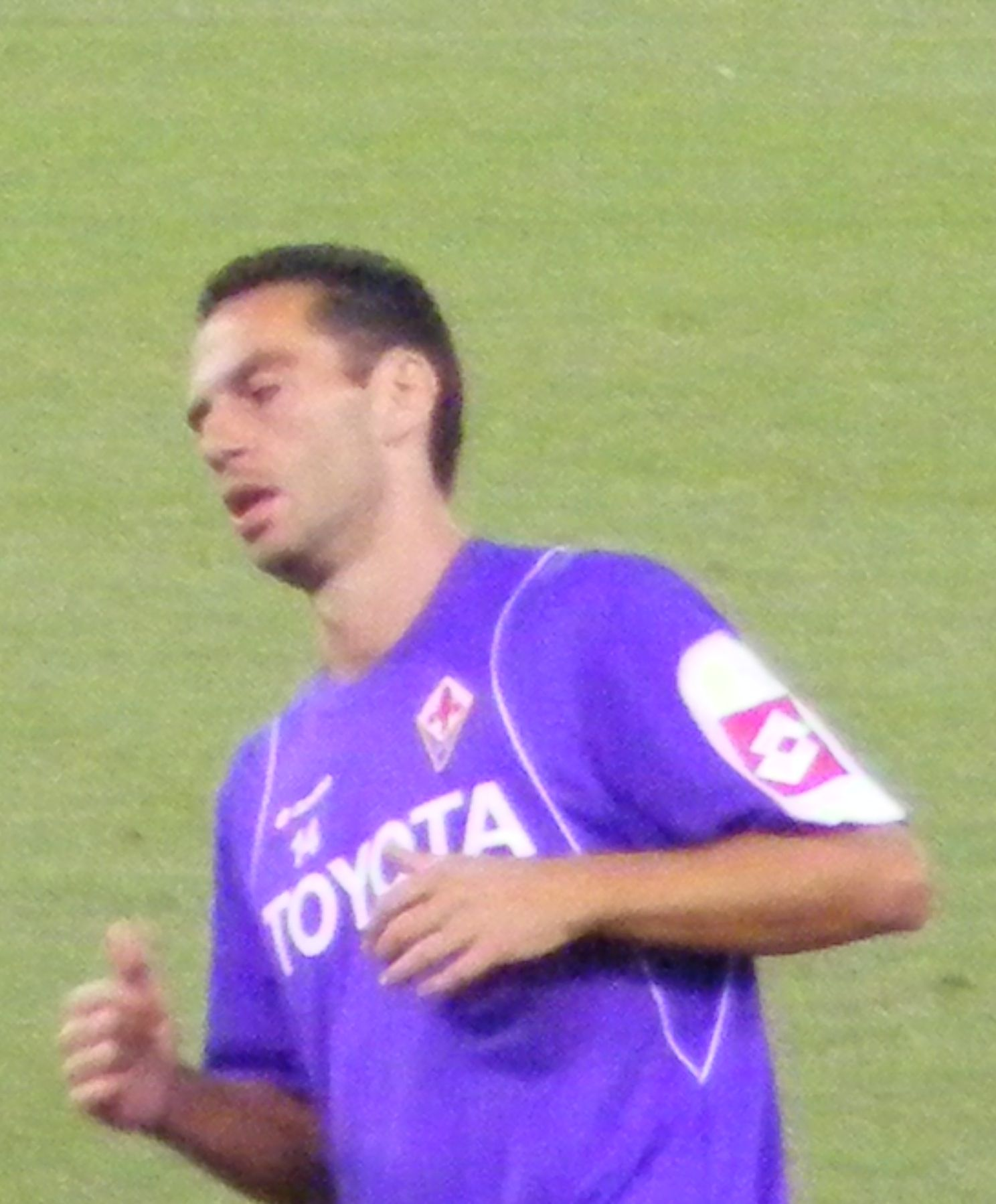
لوچانو زاوری

لوچانو زاوری (به ایتالیایی: Luciano Zauri) بازیکن فوتبال و اهل ایتالیا است که از سال ۲۰۰۱ میلادی عضو تیم ملی فوتبال ایتالیا بوده و در ۵ بازی ملی حضور داشته‌است. او در بازی‌های ملی‌اش گلی به ثمر نرساند.